# Caires de Brito
Mílton Caires de Brito (Paramirim, 21 de janeiro de 
1915 — Salvador, 23 de abril de 1985) foi um político brasileiro. Exerceu o mandato de deputado federal constituinte por São Paulo em 1946. pelo PCB e deputado constituinte de São Paulo em 1947. Foi cassado em 1947. Era médico. Tornou-se jornalista de O Hoje, jornal do PCB e depois pertenceu ao Jornal da Bahia e Tribuna da Nasceu em Paramirim, na Bahia. Filho de Idália Caires de Brito e Júlio Bernardo de Brito. Faleceu  em Salvador 
Veio para Salvador estudar no Colégio Carneiro Ribeiro. Mais tarde formou-se em Medicina em Salvador.  Liderou, em 1932, uma greve geral dos estudantes na Bahia. Em 1935, ano em que ingressou na Faculdade de Medicina da Bahia, passou a militar na Juventude Comunista, organização do Partido Comunista Brasileiro — então Partido Comunista do Brasil (PCB) —, integrando-se na Frente Juvenil contra o Fascismo. Foi membro do diretório acadêmico de sua faculdade, mobilizando os estudantes na luta contra o integralismo. Ainda no período de sua formação acadêmica — e já em plena vigência do Estado Novo —, pertenceu à Associação Universitária da Bahia, tendo participado do primeiro, do segundo e do quarto congressos nacionais dos estudantes. Concluiu o curso de medicina em 1940.
Mudou-se para São Paulo em 1942.
Trabalhou pela reestruturação do PCB. Por essa época, participou do corpo de colaboradores da revista Continental, porta-voz da Comissão Nacional de Organização Provisória (CNOP), núcleo de militantes comunistas que disputava a hegemonia na tarefa de reestruturação do partido. Ainda em 1942, com as primeiras vitórias aliadas na Segunda Guerra Mundial e os ataques alemães a navios mercantes brasileiros, as forças da oposição, entre as quais o PCB, passaram a pressionar o governo de Vargas para exigir a entrada do Brasil na guerra contra o nazi- fascismo. Nesse contexto, ele se tornou um dos principais dirigentes da Liga de Defesa Nacional (LDN), entidade tradicional fundada em 1916 por Olavo Bilac e que, durante o Estado Novo, transformou-se em núcleo de convergência de correntes políticas voltadas para o combate à expansão do fascismo.
Participou da II Conferência Nacional do Partido Comunista do Brasil - PCB, realizada na clandestinidade em 28 e 30 de agosto de 1943, em pleno Estado Novo, em Engenheiro Passos, no Rio. Foi eleito membro da comissão nacional, do bureau político e da comissão executiva do PCB, tendo exercido nessa ocasião o cargo de diretor do jornal Hoje, editado em São Paulo e vinculado ao partido.
Nesse mesmo ano casou-se com Áurea Rebouças de Brito, que faleceu em 7 de abril de 2013. Continuou em São Paulo, residindo em bairro popular, exercendo a medicina em casa. 
Em maio de 1945 o PCB teve aceita a sua legalização. Nas eleições de dezembro, realizadas após a deposição de Getúlio Vargas, foi eleito deputado por São Paulo à Assembleia Nacional Constituinte na legenda do PCB, assumindo o mandato em fevereiro de 1946. Mudou-se para o Rio de Janeiro para exercer o mandato
Como representante de seu partido na comissão encarregada de formular e redigir o anteprojeto de Constituição, integrou a subcomissão incumbida do item “Da declaração de direitos políticos e garantias”, concentrando-se nos debates sobre legislação trabalhista, direito de greve, violência policial, parlamentarismo e mandato presidencial. Assinou também o Programa Mínimo de União Nacional proposto à Assembleia pelo PCB, que, entre outros pontos, defendia a abolição dos impostos cobrados aos pequenos fazendeiros e industriais; a autonomia dos municípios e a participação dos operários na administração das empresas; a convocação de ministros para prestação de contas à Câmara; a formação de uma comissão permanente no Congresso Nacional para evitar abusos do Poder Executivo nos períodos de recesso dos congressistas, além de permitir que a tribuna parlamentar continuasse à disposição dos partidos; a ampliação do direito de voto, estendendo-o aos analfabetos, soldados e marinheiros. O programa opunha-se de forma irrestrita ao trabalho de menores em idade escolar e à decretação do estado de sítio preventivo, embora fosse a favor do projeto no qual o Congresso autorizava o presidente da República a declarar tal medida de exceção em caso de agressão estrangeira. Era favorável também ao mandato de quatro anos para o presidente da República, dois anos para os deputados e seis para os senadores; à autonomia do Distrito Federal consubstanciada nas eleições diretas para prefeito e vereadores, e à efetivação dos professores de escolas normais, ginásios e estabelecimentos de ensino secundário após mais de cinco anos no exercício da profissão. Em agosto de 1946, integrou o grupo de parlamentares que levou ao conhecimento do presidente Eurico Gaspar Dutra a violação da sede do PCB e das imunidades parlamentares dos deputados daquela agremiação.
Com a promulgação da nova Constituição (18/9/1946) e a transformação da Constituinte em Congresso ordinário, teve seu mandato estendido até janeiro de 1951. No entanto, eleito deputado estadual em São Paulo no pleito de janeiro de 1947, sempre na legenda do PCB, preferiu deixar a Câmara Federal e, em março seguinte, assumiu sua cadeira na Assembleia paulista.
Dois meses depois, porém, o PCB teve o registro cancelado e, em janeiro de 1948, todos os parlamentares comunistas tiveram seus mandatos cassados.
Após esses episódios, ingressou na clandestinidade e foi para Paramirim, onde exerceu por algum tempo a medicina Veio para Salvador mantendo-se escondido em casas de amigos e parentes. 
Usando o nome de Jorge de Almeida Conceição, elaborou os cenários da peça Auto da Graça e Glória da Bahia, encenada na comemoração do aniversário da cidade em 1949.
Ainda com esse nome foi sócio do cunhado Antônio Rebouças na fábrica de móveis Moveis Arte, uma das primeiras a elaborar moveis modernos na cidade.
Reaparece na vida pública em 1958, quando foi convidado a participar da fundação do Jornal da Bahia. 
Entre 1963 e 1964 na gestão de Virgildásio de Senna foi Ministro do Tribunal de Contas de Salvador 
Foi o representante, na Bahia, da empresa Norton Publicidade
Em 1968 foi convidado a organizar o lançamento da Tribuna da Bahia Nessa ocasião, era professor de publicidade e relações públicas na Escola de Comunicação da Universidade da Bahia, tendo ensinado antes na Escola Técnica Federal

Deixou a Tribuna da Bahia por pressões do governo de ACM. Nesse período foi relações públicas da empresa EBRATE